# Área urbana de Jerez de la Frontera

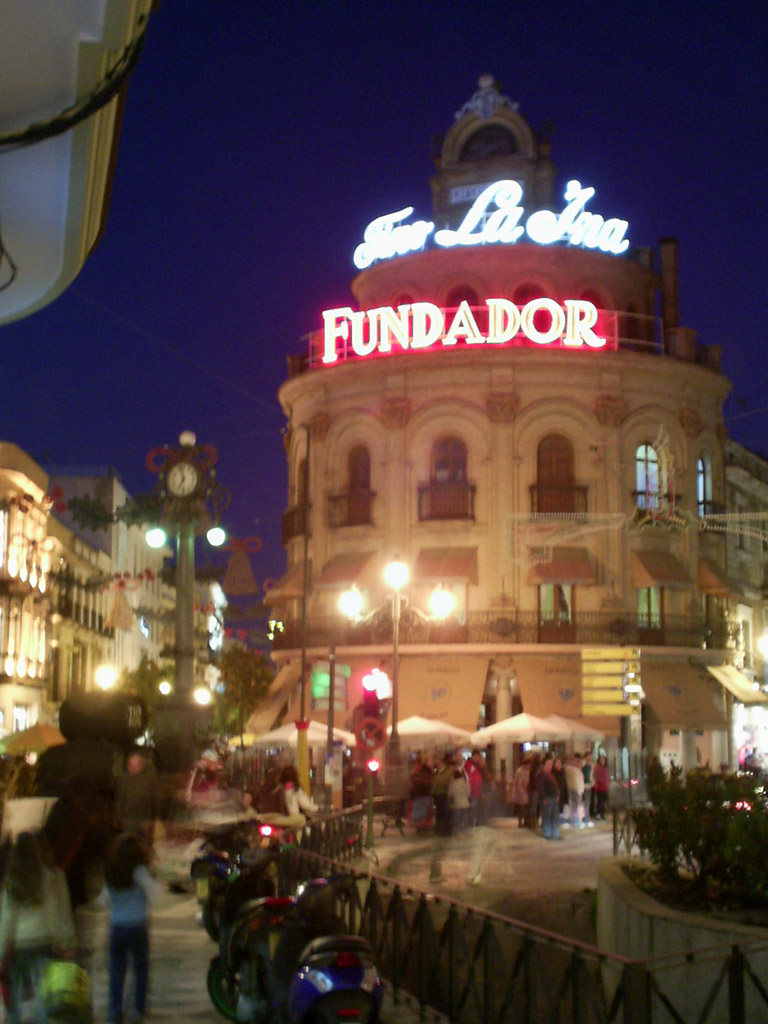
El Gallo Azul, uno de los edificios más emblemáticos de Jerez.

El área urbana de Jerez de la Frontera es un área metropolitana de la provincia de Cádiz formada por Jerez de la Frontera como núcleo urbano, sus pedanías y barriadas rurales, así como San José del Valle. Tiene una población de 206.976 y una extensión de 1.412,2 km².

En la actualidad el municipio de Jerez de la Frontera está anexionando, de hecho, gran parte de sus pedanías y barrios rurales. Siendo el cambio de la urbe principal a una pedanía simplemente cruzar una calle —Caso de Guadalcacín— o unos 100 metros —Caso de Estella del Marqués—.
A continuación se establecen en una tabla los datos de población de los núcleos poblacionales que componen el área urbana de Jerez:
| Núcleos poblacionales                        | Población (2012)' |
| Jerez de la Frontera población en núcleo     | 211.900           |
| Jerez de la Frontera población en diseminado | 3.119             |
| San José del Valle                           | 4.447             |
| Total                                        | 219.466           |